# Aurél Csertői
Aurél Csertői (ur. 25 września 1965 w Győrze) – węgierski piłkarz występujący na pozycji pomocnika lub napastnika, reprezentant kraju, trener piłkarski.

## Życiorys
Junior Abda SC i Rába Vasas ETO. Seniorską karierę rozpoczynał w 1984 roku w trzecioligowym Győri Dózsa SE. W 1988 roku został zawodnikiem Szombathelyi Haladás, w barwach którego do 1990 roku rozegrał 38 spotkań w NB I. Następnie grał w Győri ETO FC. 8 września 1993 roku zadebiutował w reprezentacji w przegranym 1:3 meczu z Rosją. W 1995 roku został piłkarzem MTK, z którym w sezonie 1996/1997 zdobył mistrzostwo i puchar kraju. W latach 1998–1999 grał w Honvédzie. Następnie został zawodnikiem trzecioligowego Pápai ELC. Od 2000 roku był grającym trenerem klubu.
W 2002 roku przestał pełnić funkcję grającego trenera Pápai ELC i zakończył karierę zawodniczą. Od tamtego czasu był trenerem kilkunastu klubów węgierskich. W 2006 roku prowadzony przez niego Videoton zdobył Puchar Węgier. W tym samym roku Videoton zajął trzecie miejsce w NB I. Identyczne osiągnięcie Csertői osiągnął z Haladásem w sezonie 2008/2009.

## Statystyki ligowe
| Sezon         | Klub                     | Liga   | Mecze | Gole |
| ------------- | ------------------------ | ------ | ----- | ---- |
| 1988/1989     | Szombathelyi Haladás VSE | NB I   | 9     | 1    |
| 1989/1990     | Szombathelyi Haladás VSE | NB I   | 29    | 7    |
| 1990/1991     | Győri Rába ETO           | NB I   | 28    | 4    |
| 1991/1992     | Győri Rába ETO           | NB I   | 30    | 5    |
| 1992/1993     | Rába ETO FC              | NB I   | 25    | 6    |
| 1993/1994     | ETO FC Győr              | NB I   | 27    | 9    |
| 1994/1995     | Győri FC                 | NB I   | 20    | 6    |
| 1995/1996     | MTK FC                   | NB I   | 25    | 8    |
| 1996/1997     | MTK FC                   | NB I   | 29    | 9    |
| 1997/1998 (j) | MTK Hungária FC          | NB I   | 10    | 0    |
| 1997/1998 (w) | Kispest-Honvéd FC        | NB I   | 17    | 4    |
| 1998/1999     | Kispest-Honvéd FC        | NB I   | 19    | 1    |
| 1999/2000     | Pápai ELC                | NB III | 28    | 22   |
| 2000/2001     | Pápai ELC                | NB II  | 15    | 1    |
| 2001/2002     | Pápai ELC                | NB II  | 7     | 3    |